# David Arkin
David George Arkin (ur. 24 grudnia 1941 w Los Angeles, zm. 14 stycznia 1991 śmiercią samobójczą tamże) – amerykański aktor i reżyser.
Najbardziej znane role: 
- MASH (1970),
- Długie pożegnanie (1973),
- Nashville (1975),
- Wszyscy ludzie prezydenta (1976).